# Jardines del Alcázar de Sevilla

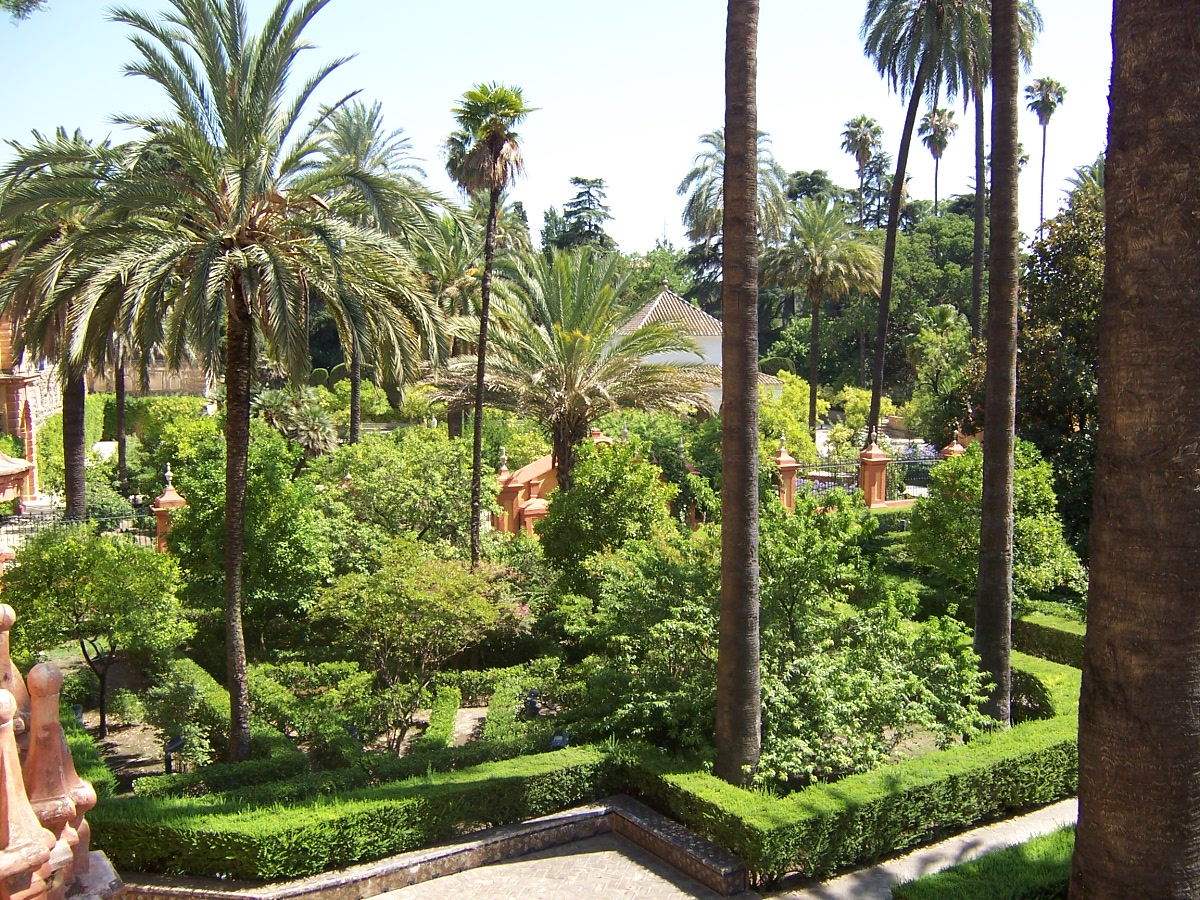
Jardines del Alcázar

Los jardines del Alcázar de Sevilla existieron desde la Baja Edad Media, aunque fueron remodelados en el siglo XVI, en el Renacimiento. Este Alcázar fue declarado en 1987 como Patrimonio de la Humanidad.
A través de los tiempos se ha enriquecido con plantas exóticas procedentes de todos los rincones del mundo, catalogándose en la actualidad más de 170 especies en sus 60.000 m² de superficie.
En el siglo X los musulmanes crearon una fortaleza en esta zona. En el siglo XIII era un espacio de pequeños jardines y grandes huertas. Los jardines fueron remodelados en el siglo XVI.
Las naranjas de estos jardines son usadas para la elaboración de la mermelada consumida por Isabel II de Inglaterra.
Entre los principales espacios está el estanque de Mercurio, el jardín de la Danza y el jardín de las Damas.

## Principales especies
Entre las principales especies están:
- Acanthus mollis o acanto
- Adiantum capillus-veneris o culantrillo de pozo
- Annona cherimola o chirimoyo
- Asparagus densiflorus o esparraguera fina
- Aspidistra elatior o pilistra
- Beaucarnea recurvata o nolina
- Bougainvillea spectabilis o buganvilla
- Broussonetia papyrifera o morera de papel
- Buxus sempervirens o boj
- Carya illinoensis o nuez de América, pacana
- Casuarina equisetifolia o casuarina, pino australiana
- Cestrum elegans o coralito
- Cestrum nocturnum o dama de noche
- Chimonanthus praecox o masacar
- Chlorophytum comosum o cinta
- Chorisia speciosa o palo borracho, árbol de la lana
- Citrus aurantium var amara o naranjo amargo
- Citrus aurantium var myrtifolia o naranjo moruno
- Citrus grandis o falso pomelo
- Citrus x paradisi o pomelo
- Clivia nobilis o clivia
- Colocasia esculenta o oreja de elefante
- Cordyline cannifolia o cordalina, dracena
- Cupressus sempervirens o ciprés común
- Cyperus involucratus o paragüitas
- Datura arborea o trompetero
- Deutzia scabra var candidissima o celinda de espigas
- Doxantha ungus-cati o uña de gato
- Eriobotrya japonica o níspero
- Euonymus japonicus o bonetero
- Euphorbia pulcherrima o flor de Pascua
- Ficus elastica var decora o ficus
- Hedera helix o hiedra
- Hedera helix ssp canariensis o hiedra de Canarias
- Hibiscus mutabilis o amoraluzo
- Hibiscus rosa-sinensis o pacífico
- Homalocladium platycadum o helecho basto
- Iris germanica o lirio común
- Jasminum humile o jazmín arbustivo
- Jasminum officinale o jazmín
- Jasminum polyanthum o jazmín
- Justicia adhatoda o justicia
- Justicia carnea o justicia rosa, jacobinia
- Lagerstroemia indica o árbol de júpiter
- Lantana camara o lantana
- Laurus nobilis o laurel
- Ligustrum japonicum o aligustre de Japón
- Ligustrum japonicum var variegatum o durillo matizado
- Livistona chinensis o lantania, palmera china abanico
- Magnolia grandiflora o magnolio
- Monstera deliciosa o costilla de Adán
- Muehlenbeckia complexa o enredadera del alambre
- Musa x paradisiaca o platanera, bananero
- Myrtus communis o mirto, arrayán
- Nandina domestica o nandina
- Olea europaea u olivo
- Passiflora caerulea o rosa de pasión, pasionaria
- Philadelphus coronarius o celinda
- Phoenix canariensis o palmera canaria
- Phoenix dactylifera o palmera datilera
- Phyllostachys aurea o bambú
- Pittosporum tobira o pitosporo
- Plumbago auriculata o celestina, jazmín azul
- Prunus persica var florepleno o melocotonero de flor
- Punica granatum o granado
- Rosa banksiae o rosal
- Ruscus aculeatus o rusco
- Senecio petasites o senecio
- Spiraea cantoniensis o espirea
- Tacomaria capensis o jazmín del Cabo
- Tetrapanax papyriferus o aralia papelera
- Tetrastigma voinierianum o tetrastigma
- Thevetia peruviana o campanilla amarilla
- Trachycarpus fortunei o palmera de la suerte
- Umbilicus rupestris o ombligo de Venus
- Viburnum tinus o durillo de flor
- Washingtonia filifera o washingtonia de tronco grueso
- Wisteria sinensis o glicinia
- Yucca gigantea o yuca
- Zantedeschia aethiopica o cala, lirio de agua